# Meyrignac-l’Église
Meyrignac-l’Église település Franciaországban, Corrèze megyében. Lakosainak száma 63 fő (2022. január 1.). Meyrignac-l’Église Chaumeil, Corrèze, Orliac-de-Bar, Saint-Augustin és Sarran községekkel határos.

## Népesség
A település népességének változása:
| Lakosok száma | 95   | 59   | 40   | 53   | 59   | 62   | 62   | 63   | 63   | 63   |
|               | 1968 | 1982 | 1990 | 2006 | 2013 | 2015 | 2017 | 2019 | 2020 | 2022 |